# غول‌پیکری
غول‌پیکری یا ژیگانتیسم (به انگلیسی: Gigantism) وضعیتی است که با رشد قابل توجه بیش از حد بدن و قد بالاتر از حد متوسط مشخص می‌شود. در انسان، این وضعیت به دلیل رشد بیش از حد هورمون رشد در دوران کودکی ایجاد می‌شود.

## بیماری‌زایی
هورمون رشد (GH) از هیپوفیز قدامی ترشح می‌شود. اگر به دلیل بیماری (مانند آدنوم هیپوفیز) ترشح این هورمون در دوران کودکی (قبل از بسته شدن صفحه رشد استخوان) بسیار بیشتر از مقدار معمول گردد موجب رشد طولی استخوان‌های بلند و بیماری غول‌پیکری می‌شود.
در این بیماری قد فرد بیش از دو متر و ده سانتیمتر است. برخی از ورزشکاران مشهور به این بیماری مبتلا بوده‌اند. اگر هیپوفیز پس از بسته‌شدن صفحه رشد (صفحه اپی‌فیزی) هورمون رشد (hGH) بیش از اندازه تولید کند بیماری آکرومگالی (درشت‌پایانکی) را خواهیم داشت.